# Karl Ehrenfried Günther
Karl Ehrenfried Günther, auch Carl Ehrenfried Günther (* 29. November 1757 in Lauban, Kurfürstentum Sachsen; † 29. März 1826 in Oels, Landkreis Oels, Provinz Schlesien), war ein deutscher Gymnasiallehrer und Rektor.

## Leben
Karl Ehrenfried Günther war der Sohn des Bäckers Johann Gottfried Günther. Er besuchte die Bürgerschulen in Lauban und Oels und immatrikulierte sich danach an der Universität Halle.
1780 wurde er als 4. Lehrer am Oelser Gymnasium angestellt und 1787 zum Konrektor, 1791 zum Prorektor berufen. 1809 wurde er als Nachfolger von Gottlieb Leehr († 1816) zum Rektor ernannt; nach seinem Tod folgte ihm Johann David Körner (1787–1837).
Günther veröffentlichte zahlreiche pädagogische Schriften sowie Aufsätze in verschiedenen Zeitschriften, unter anderem in den Schlesischen Provinzialblättern und in Karl Konrad Streits (1751–1826) Schlesischer Monatsschrift.

## Schriften (Auswahl)
- Helmuth, Welten u. Vorsehung: ein Roman für Schulen und Erziehung. Dessau 1782.
- Meßgeschenk für Kinder. Frankfurt und Leipzig 1784.
- Auszug aus dem Testament des Juden Samuel Isaac aus Tost. In: Schlesische Provinzialblätter Band 10, 1789, S. 403–411 (Digitalisat).
- Aussichten zur Festsetzung des Elementarunterrichts in den Bürger- und Gelehrtenschulen. Züllichau 1790 (Digitalisat).
- Deutsches ABC, oder 30 Uebungen des allerersten Lesens, Zählens, Schreibens.
  - Band 1. Züllichau 1790 (Digitalisat).
  - Band 2. Züllichau 1790 (Digitalisat).
  - Anweisung zum Gebrauch der vorhergehenden. Züllichau 1790 (Digitalisat).
- Dic cur hic oder lateinische Fibel zur allerersten Uebung des Lesens, Übersetzens, Sprechens und Schreibens der lateinischen Sprache. Züllichau 1790 (Digitalisat) und Anweisung zum Gebrauch des vorhergehenden für Lehrer. Züllichau 1790.
- Natur und Gott. Oder 120 Uebungen des Lesens, Denkens, Verstehens, Behaltens und Rechnens. Züllichau, 1790 (Digitalisat) und Anweisung zum Gebrauch des vorhergehenden für Lehrer. Züllichau, 1790 und 100 Vorschriften. Züllichau 1790 und Anweisung zum Gebrauch der 100 Vorschriften, Züllichau 1791.
- Kleine lateinische Sprachlehre. Zur philosophischen Schulencyclopädie gehörig. Züllichau 1791.
- Menschheit und Gott, oder Unterricht in der Technologie und Staatsverfassung. Zur philosophischen Schulencyclopädie gehörig. Züllichau 1795 (Digitalisat).
- Kurze Theorie der Unterrichtskunst nach den Grundsätzen der kritischen Philosophie. Züllichau 1796 (Digitalisat).
- Lateinischer Sprachmeister oder Übungen im Lesen, Übersetzen etc. der lateinischen Sprache. Züllichau, 1801.
- Schlesiens allgemeine und besondere Geschichte. Züllichau, 1802.
- Griechisches Uebungsmagazin, oder der sich selbst belehrende Grieche. Breslau, 1806.
- Anweisung zum Gebrauch des griechischen Uebungsmagazins. Leipzig, 1806.
- Wie kann die neue Stådteordnung auch auf das Wohl der Schulen Einfluß haben? Oels, 1809.
- Was wir bauen? und worauf? Oels, 1810.
- Kurze Geschichte des Oels'ischen Schulactus am 10. October 1811. Oels, 1811.
- Die 4 Erfordernisse zu einer guten Schule. Oels, 1812.
- Geometrische Hefte oder Leitfaden des Unterrichts in der Geometrie. Oels, 1813.
- Auch ein Wort über Philologie. Oels, 1813.
- Τα χρυσα ἐπη - Die pythagorischen goldnen Sprüche. Breslau, 1817.
- Wie Albert ein verständiger Mensch ward, oder ABC, um Sehen, Hören, Lesen, Sprechen, Schreiben, Zählen, Rechnen, Messen, Verstand und Gedächtniß zu üben. Oels und Breslau, 1821.
- Was soll und will unsere Elementarschule leisten? Oels, 1821.
- Versus memoriales, od. Sammlung ausgewählter Erinnerungsverse zur Erlernung der lateinischen Sprache und ihrer Verskunst. Oels und Breslau, 1821.
- Eine Stelle aus A. H. Niemeyers Vorlesungen auf Reisen in und außer Deutschland[4] , in guter Absicht mitgetheilt. Oels, 1823.